# Ivanivka, Kobeleakî
Ivanivka (în ucraineană Іванівка) este o comună în raionul Kobeleakî, regiunea Poltava, Ucraina, formată numai din satul de reședință.

## Demografie
Componența lingvistică a comunei Ivanivka
     Ucraineană (97,71%)
     Rusă (2,2%)
     Alte limbi (0,09%)
Conform recensământului din 2001, majoritatea populației comunei Ivanivka era vorbitoare de ucraineană (97,71%), existând în minoritate și vorbitori de rusă (2,2%).